# Sierra Chica
Sierra Chica est une localité argentine située dans le partido d'Olavarría, dans la province de Buenos Aires.

## Histoire
La localité a été fondée en 1882 par des immigrants italiens venus dans le pays pour exploiter les riches gisements de granit découverts un an auparavant.

## Démographie
La localité compte 4 812 habitants (Indec, 2010), ce qui représente une augmentation de 45,5 % par rapport au recensement précédent de 2001 qui comptait 3 305 habitants.

## Religion
| Diocèse  | Azul                    |
| -------- | ----------------------- |
| Paroisse | Nuestra Señora de Luján |